# Aaja Chemnitzová Larsenová
Aaja Chemnitzová Arnatsiaq Larsenová (* 2. prosinec 1977, Nuuk) je grónská politička a členka dánského Folketingu za Inuit Ataqatigiit.

## Životopis
Aaja Chemnitzová Larsenová je dcerou Jørgena Schmidta Chemnitze a Jette Larsenové. V letech 1998 až 2004 studovala podnikovou ekonomiku na Grónské univerzitě. Poté pracovala pro grónskou vládu až do roku 2006 a následně v Organizaci spojených národů a na městském úřadě v Nuuku. Do roku 2009 byla zaměstnána jako přidružená expertka OSN v New Yorku v Oddělení sociálních a ekonomických záležitostí a zde se zabývala právy původních obyvatel. V letech 2009 až 2012 byla ředitelkou sociálního odboru nového kraje Sermersooq a poté do roku 2015 předsedkyní dětského parlamentu. Od roku 2011 je také držitelkou titulu z univerzity Insead a od roku 2014 z Nottinghamské univerzity.
V roce 2014 byla zvolena do Grónského parlamentu za stranu Inuit Ataqatigiit, ale v následujících volbách roku 2018 se rozhodla nekandidovat, protože v roce 2015 byla zvolena do Folketingu. V roce 2019 mandát obhájila.
Roku 2019 Chemnitzová Larsenová představila plán zaměřený na včasnou prevenci sexuálního zneužívání dětí, které je v Grónsku stále větším problémem. V plánu požádala Dánsko o finanční prostředky a podporu na podporu úsilí. Plán byl schválen, přičemž Dánsko souhlasilo s poskytnutím 80 milionů dánských korun a Grónsko poskytlo 20 milionů dánských korun na financování programu.